# Ahmed Zia Massoud
Pour les articles homonymes, voir Massoud.
 (octobre 2018).
Si vous disposez d'ouvrages ou d'articles de référence ou si vous connaissez des sites web de qualité traitant du thème abordé ici, merci de compléter l'article en donnant les références utiles à sa vérifiabilité et en les liant à la section « Notes et références ».
Ahmed Zia Massoud (né le 1er mai 1956 à Mukur, dans la province de Ghazni) est vice-président de République islamique d'Afghanistan dans l'administration du président Hamid Karzai de 2004 à 2009. Il est le jeune frère du commandant Ahmed Shah Massoud, l'ancien leader de l'Alliance du Nord, assassiné le 9 septembre 2001.

## Biographie
Ahmed Zia Massoud fait ses études primaires et secondaires au lycée franco-afghan Istiqlal de Kaboul, puis il entre en 1975 à l'École polytechnique de la capitale afghane. Il est contraint d'abandonner ses études en troisième année, en 1978, en raison des évènements tumultueux qui éclatent dans le pays. Il rejoint alors les moudjahiddines et son frère Ahmed Shah, dans la vallée du Pandjchir au nord de Kaboul.

### Vie politique
De 1978 à 1981, Ahmed Zia Massoud dirige le Qarargah de Paryan dans le Haut-Pandjchir, et participe à la direction de la Résistance dans l’ensemble de la vallée. De 1981 à avril 1992, son frère le nomme Représentant spécial de son parti Jamiat-e Islami à Peshawar, Pakistan où se rencontraient les sept principaux partis de la Résistance afghane. Durant cette période, il multiplie les contacts avec les leaders politiques des mouvements de la Résistance afghane, avec les milieux diplomatiques et les organisations internationales. En outre, il voyage beaucoup à l’étranger pour plaider la cause des moudjahidines.
Après la chute du régime communiste soutenu par les Soviétiques, son beau-père, Burhanuddin Rabbani, le nouveau président du gouvernement provisoire afghan le choisit pour être son conseiller spécial et le représentant de la République islamique d'Afghanistan. En décembre 2001, le président du gouvernement intérimaire Hamid Karzai le nomme ambassadeur en Russie, dans la Russie dirigée par Vladimir Poutine. En février 2004, ses fonctions sont étendues et incluent désormais l'Arménie, puis en juillet de la même année, la Géorgie, la Biélorussie et la Moldavie.
Le 26 juillet 2004, Hamid Karzai annonce qu'il a choisi Ahmed Zia Massoud comme colistier pour l'élection présidentielle du 9 octobre 2004. Il est élu et prend ses fonctions de vice-président de la République le 7 décembre 2004.
Lors des élections présidentielles de 2014, Ahmed Zia Massoud se présente avec Zalmai Rassoul, alors ministre des Affaires étrangères. Au second tour des élections, il soutient le candidat Ashraf Ghani. En public, ils signent un accord selon lequel Ahmed Zia Massoud occuperait le poste de directeur général sous l'administration de Ghani. Cependant, avec les difficultés au second tour des élections entre les deux candidats à la présidence, Ashraf Ghani et Abdullah Abdullah, Ahmed Zia Massoud quitte le poste en laissant le poste de directeur Général à Abdullah Abdullah qui a demandé la même position après avoir perdu la course à la présidence. Actuellement[Quand ?], Ahmed Zia Massoud occupe le poste de représentant spécial du Président afghan pour la réforme et la bonne gouvernance.